# Temporada de ciclones no Índico Sudoeste de 2009-2010
A temporada de ciclones Índico Sudoeste de 2009-2010 foi um evento do ciclo anual de formação de ciclones tropicais. A temporada começou em 15 de novembro de 2009 e terminou em 30 de abril de 2010. Maurícia e Seychelles consideram que a temporada termina em 15 de maio de 2009. Estas datas delimitam convencionalmente o período de cada ano quando a maioria dos ciclones tropicais se forma na bacia do oceano Índico sudoeste. A bacia é delimitada pelo meridiano 90°L e pela Linha do Equador, ficando no quadrante sudoeste destas limitações. Os ciclones tropicais que se formam nesta bacia são monitorados pelo Centro Meteorológico Regional Especializado em Reunião, controlado pela Météo-France.

## Resumo sazonal
O gráfico abaixo mostra de forma clara a duração e a intensidade de cada ciclone tropical:

## Tempestades
O Centro Meteorológico Regional Especializado (CMRE) de Reunião é o órgão designado pela Organização Meteorológica Mundial para o monitoramento de eventuais sistemas que se formam no Oceano Índico sudoeste. O CMRE de Reunião, assim como as suas sub-regionais em Madagascar e Maurícia, utilizam um método próprio na classificação de ciclones tropicais: a intensidade máxima de um ciclone é determinada pela média máxima dos ventos num intervalo de 10 minutos, semelhante ao método utilizado pela Agência Meteorológica do Japão (AMJ). Sistemas tropicais com ventos máximos constantes inferiores a 52 km/h são considerados perturbações tropicais. Sistemas com ventos constantes máximos entre 52 km/h e 61 km/h são considerados depressões tropicais. Sistemas com ventos máximos constantes entre 62 km/h e 87 km/h são considerados tempestades tropicais moderadas. Sistemas com ventos máximos constantes entre 88 km/h e 117 km/h são considerados tempestades tropicais intensas (ou severas). Sistemas com ventos máximos entre 118 km/h e 165 km/h são considerados simplesmente ciclones tropicais. Sistemas com ventos máximos constantes entre 166 km/h e 211 km/h são considerados ciclones tropicais intensos. Por fim, sistemas com ventos máximos constantes com mais de 212 km/h são considerados ciclones tropicais muito intensos.

### Perturbação tropical 01
Em 18 de agosto, o Centro Meteorológico Regional Especializado (CMRE) de Reunião classificou uma área de perturbações meteorológicas a leste do Território Britânico do Oceano Índico para uma perturbação tropical, atribuindo-lhe a designação "01", tornando-se assim o primeiro sistema tropical da temporada de 2009-2010. No entanto, as condições meteorológicas estavam desfavoráveis, e o sistema logo perdeu suas áreas de convecção profunda associadas. Com isso, o CMRE de Reunião desclassificou a perturbação para uma área de perturbações meteorológicas e emitiu se aviso final sobre o sistema ainda naquele dia.

### Zona de perturbações meteorológicas 02
Em 20 de setembro, o Centro Meteorológico Regional Especializado (CMRE) de Reunião classificou um sistema que já havia sido classificado como uma baixa tropical pelo Centro de Aviso de Ciclone Tropical de Perth, Austrália, que havia deixado sua área de responsabilidade, para uma área de perturbações meteorológicas, e lhe atribuiu a designação "02". No entanto, o sistema já estava em enfraquecimento, e o CMRE de Reunião emitiu seu aviso final sobre o sistema horas depois.

### Perturbação tropical 03
Em 7 de novembro, uma área de perturbações meteorológicas a norte-noroeste do Território Britânico do Oceano Índico começou a mostrar sinais de organização, e o Centro Meteorológico Regional Especializado (CMRE) classificou o sistema como uma perturbação tropical. No entanto, o sistema estava situado numa região com forte cisalhamento do vento e não foi capaz de se intensificar. Em 10 de novembro, o sistema se dissipou e o CMRE de Reunião emitiu seu aviso final sobre o sistema.

### Ciclone tropical Anja
Em 14 de novembro, o Centro Meteorológico Regional Especializado (CMRE) de Reunião classificou uma área de perturbações meteorológicas para a perturbação tropical 04. Logo em seguida, o Joint Typhoon Warning Center (JTWC) classificou o sistema como o primeiro ciclone tropical significativo do hemisfério sul na temporada de 2009-2010, e lhe atribuiu a designação "01S". Mais tarde, a perturbação se intensificou para uma depressão tropical, e para a tempestade tropical moderada "Anja" naquela noite (UTC). No início da madrugada (UTC) de 15 de novembro, Anja intensificou-se para uma tempestade tropical severa e, a partir de então, começou a sofrer rápida intensificação, tornando-se um ciclone tropical, segundo o sistema de classificação de ciclones tropicais da Météo-France, ainda naquela manhã. Anja atingiu seu pico de intensidade ainda naquele dia, com ventos máximos sustentados de 195 km/h (1 min), segundo o JTWC, ou 155 km/h (10 min), segundo o CMRE de Reunião.
Anja manteve seu pico de intensidade até o início da madrugada de 17 de novembro, quando começou a se enfraquecer assim que encontrava águas mais frias e cisalhamento do vento mais intenso. Com isso, Anja se enfraqueceu para uma tempestade tropical severa mais tarde naquele dia, segundo o CMRE de Reunião. O cisalhamento do vento se intensificou, deteriorando ainda mais o ciclone, que se enfraqueceu diretamente para uma depressão tropical na manhã (UTC) de 18 de novembro. Anja continuou a se deteriorar naquele dia, e o CMRE de Reunião emitiu seu aviso final sobre o sistema no início daquela tarde. O JTWC fez o mesmo horas depois.

### Tempestade tropical moderada Bongani
Em 22 de novembro, o CMRE de Reunião classificou uma área de perturbações meteorológicas a várias centenas de quilômetros a nordeste de Madagascar para a perturbação tropical 05. No início da madrugada (UTC) de 23 de novembro, o CMRE de Reunião classificou o sistema para uma depressão tropical, e para uma tempestade tropical moderada poucas horas depois. O novo ciclone ganhou o nome "Bongani". Ainda naquela manhã, o Joint Typhoon Warning Center (JTWC) classificou o sistema como um ciclone tropical significativo, e lhe atribuiu a designação "02S".
No entanto, Bongani começou a se enfraquecer rapidamente assim que as condições meteorológicas ficaram mais desfavoráveis, e o CMRE de Reunião desclassificou o sistema diretamente para uma perturbação tropical em 24 de novembro, e emitiu seu aviso final sobre o sistema no início da tarde (UTC) de 25 de novembro. O JTWC fez o mesmo naquela noite.

### Ciclone tropical intenso Cleo
No início da madrugada (UTC) de 6 de dezembro, o Centro Meteorológico Regional Especializado (CMRE) de Reunião classificou uma área de perturbações meteorológicas a leste-sudeste do Território Britânico do Oceano Índico para uma perturbação tropical, atribuindo-lhe a designação "06R". O sistema continuou a se organizar, e se tornou um ciclone tropical significativo, segundo o Joint Typhoon Warning Center (JTWC), na madrugada (UTC) de 7 de dezembro. Logo em seguida, o CMRE de Reunião classificou a perturbação para uma depressão tropical, e para a tempestade tropical moderada Cleo no início daquela tarde. Cleo se intensificou para uma tempestade tropical severa no início da madrugada (UTC) de 8 de dezembro. A partir de então, Cleo começou a sofrer intensificação explosiva, e se tornou rapidamente um ciclone tropical intenso, segundo o CMRE de Reunião, tornando-se o ciclone tropical mais intenso no Índico Sudoeste desde o ciclone Hondo em 2009. Cleo atingiu seu pico de intensidade ainda naquele dia, com ventos máximos sustentados de 215 km/h (1 minuto sustentado), segundo o JTWC, ou 195 km/h (10 minutos sustentados), segundo o CMRE de Reunião.
A partir de então Cleo começou a se enfraquecer gradualmente, e deixou de ser um ciclone tropical intenso no início da madrugada (UTC) de 9 de dezembro, e se enfraqueceu para uma tempestade tropical severa ainda naquele dia. Com a piora das condições meteorológicas, Cleo se enfraqueceu para uma tempestade tropical moderada em 10 de dezembro, e para uma perturbação tropical no dia seguinte. A partir de então, Cleo alternou-se entre depressão e perturbação tropical várias vezes. Finalmente, em 14 de dezembro, o CMRE de Reunião desclassificou Cleo para uma área de perturbações meteorológicas remanescente e emitiu seu aviso final.

### Tempestade tropical severa David
Na manhã (UTC) de 13 de dezembro, o Centro Meteorológico Regional Especializado (CMRE) de Reunião classificou uma área de perturbações meteorológicas a leste-sudeste do Território Britânico do Oceano Índico como a perturbação tropical 07R. Poucas horas depois, o Joint Typhoon Warning Center (JTWC) classificou o sistema para um ciclone tropical significativo, e lhe atribuiu a designação 05S. No entanto, o sistema logo atingiu seu pico de intensidade, com ventos máximos sustentados de 65 km/h, segundo o JTWC.
A partir de então, o ciclone começou a se enfraquecer assim que as condições meteorológicas pioraram, e tanto o JTWC quanto o CMRE de Reunião emitiram seus avisos finais sobre o sistema em 14 de dezembro. No entanto, após vários dias de inatividade, a área de baixa pressão remanescente do sistema voltou a mostrar sinais de organização em 20 de dezembro, e o CMRE de Reunião voltou a classificar o sistema para uma perturbação tropical, enquanto que o JTWC voltou a emitir avisos regulares sobre o sistema. No início da tarde (UTC) de 21 de dezembro, o CMRE de Reunião classificou o sistema para uma tempestade tropical moderada, e lhe atribuiu o nome "David". Seguindo para leste-sudeste, David continuou a se intensificar gradualmente, e se tornou uma tempestade tropical severa, segundo o CMRE de Reunião, na manhã de 24 de dezembro. No entanto, as condições atmosféricas pioraram novamente e David atingiu seu pico de intensidade, com ventos de até 100 km/h, segundo o JTWC.
A partir de então, David começou a se enfraquecer, e deixou de ser uma tempestade tropical severa no início da madrugada (UTC) de 25 de dezembro. O rápido enfraqucimento continuou, e David se enfraqueceu para uma depressão tropical, e para uma perturbação tropical, mais tarde naquele dia. Enquanto isso, o JTWC emitiu seu aviso final sobre o sistema. Ainda no início da tarde de 26 de dezembro (UTC), o CMRE de Reunião emitiu seu aviso final sobre o sistema.

### Ciclone tropical muito intenso Edzani
Em 4 de janeiro, um sistema tropical já conhecido como a baixa tropical 03U adentrou à área de responsabilidade do CMRE de Reunião, que o classificou imediatamente como uma perturbação tropical. Horas depois, a perturbação se intensificou para uma depressão tropical. Na madrugada (UTC) de 6 de janeiro, o Joint Typhoon Warning Center (JTWC) classificou o sistema para um ciclone tropical significativo e lhe atribuiu a designação 07S. Poucas horas mais tarde, o CMRE de Reunião classificou o sistema para uma tempestade tropical moderada e lhe atribuiu o nome Edzani. Seguindo para oeste-sudoeste, Edzani continuou a se intensificar gradualmente e se tornou uma tempestade tropical severa no início da madrugada (UTC) de 7 de janeiro. A partir de então, Edzani começou a sofrer intensificação explosiva e se tornou um ciclone tropical, segundo o sistema de classificação do CMRE de Reunião, seis horas depois. Edzani se tornou um ciclone tropical intenso, segundo o CMRE de Reunião, ainda no início daquela noite (UTC). A rápida intensificação continuou, e Edzani intensificou-se para um ciclon tropical muito intenso no início da tarde de 8 de janeiro. Edzani foi o primeiro ciclone tropical muito intenso no Índico Sudoeste desde o ciclone Juliet em 2005. Edzani atingiu seu pico de intensidade no início da tarde (UTC) de 8 de janeiro, com ventos máximos sustentados (1 minuto sustentado) de 260 km/h, segundo o JTWC, ou 220 km/h (10 minutos sustentados) segundo o CMRE de Reunião.
No entanto, as condições meteorológicas começaram a piorar assim que Edzani seguia para sudoeste. No início da madrugada (UTC) de 9 de janeiro, Edzani deixou de ser um ciclone tropical muito intenso, e se enfraqueceu para um simples ciclone tropical na manhã de 10 de janeiro. Continuando a seguir para sul-sudoeste, Edzani se enfraqueceu para uma tempestade tropical severa no início da madrugada (UTC) de 11 de janeiro. Com a diminuição da temperatura da superfície do mar e com o aumento do cisalhamento do vento, Edzani se enfraqueceu para uma tempestade tropical moderada mais tarde naquele dia. Finalmente, no início da madrugada de 12 de janeiro, o CMRE de Reunião desclassificou Edzani para um ciclone extratropical remanescente. No entanto, o JTWC manteve Edzani como um sistema tropical até a noite (UTC) de 14 de janeiro, quando também emitiu seu aviso final sobre o sistema.

### Perturbação tropical 09
Na manhã (UTC) de 15 de janeiro, o Centro Meteorológico Regional Especializado (CMRE) de Reunião classificou um sistema de áreas de convecção profunda ao largo da costa leste de Madagascar para uma perturbação tropical.  No entanto, devido às condições meteorológicas desfavoráveis, a perturbação logo se degenerou para uma área de perturbações meteorológicas mais tarde naquele dia, quando o CMRE de Reunião emitiu seu aviso final sobre o sistema.

### Depressão subtropical 10
No início da noite (UTC) de 26 de janeiro, o Centro Meteorológico Regional Especializado (CMRE) de Reunião classificou um aglomerado de nuvens a leste de Madagascar como a área de perturbações meteorológicas 10R. Seguindo para sul, o sistema se tornou uma perturbação tropical, segundo a CMRE de Reunião no dia seguinte. praticamente ao mesmo tempo, o Joint Typhoon Warning Center (JTWC) classificou o sistema como um ciclone tropical significativo e lhe atribuiu a designação 11W. No entanto, o sistema estava embebido na zona baroclínica e exibia características extratropicais, embora tivesse um núcleo quente. Com isso, o CMRE de Reunião classificou o sistema como uma depressão subtropical na manhã (UTC) de 29 de janeiro.
Continuando a seguir para sul, a depressão não foi capaz de se intensificar e se degenerou para uma área de perturbações meteorológicas em 30 de janeiro, e o CMRE de Reunião emitiu seu aviso final sobre o sistema. Praticamente ao mesmo tempo, o JTWC também emitiu seu aviso final sobre o sistema.

### Tempestade tropical moderada Fami
Em 1 de fevereiro, o Centro Meteorológico Regional Especializado (CMRE) de Reunião classificou uma área de perturbações meteorológicas sobre o canal de Moçambique como a perturbação tropical "11R". O sistema se organizou e se tornou uma depressão tropical no dia seguinte. Seguindo para leste, o sistema se intensificou e o CMRE de Reunião classificou o sistema para uma tempestade tropical moderada horas depois, e lhe atribuiu o nome Fami. Ainda naquela manhã, o JTWC também classificou o sistema para um ciclone tropical significativo e lhe atribuiu a designação 13S. Entretanto, o sistema logo atingiu seu pico de intensidade, com ventos máximos sustentados de 65 km/h (1 minuto sustentado), segundo o JTWC, ou 75 km/h (10 minutos sustentados), segundo o CMRE de Reunião.
Logo em seguida, Fami atingiu a costa oeste de Madagascar e se enfraquceu rapidamente sobre terra. No início daquela tarde, o CMRE de Reunião desclassificou o sistema para uma depressão sobre terra e emitiu seu aviso final sobre o sistema. O JTWC também fez o mesmo horas mais tarde.
A cidade de Morondava, na costa oeste de Madagascar, foi a mais afetada por Fami. A cidade enfrentou enchentes e algumas residências não suportaram a enxurrada.

### Ciclone tropical intenso Gelane
Uma área de perturbações meteorológicas que persistia a norte-nordeste de Reunião começou a mostrar sinais de organização, e o CMRE de Reunião classificou o sistema para uma perturbação tropical em 15 de fevereiro, atribuindo-lhe a designação 12R. No dia seguinte, o sistema se intensificou para uma depressão, enquanto que o Joint Typhoon Warning Center (JTWC) o classificou para um ciclone tropical significativo na madrugada (UTC) de 16 de fevereiro. Seguindo para sul, o sistema começou a se intensificar gradativamente, e o CMRE de Reunião classificou o ciclone para a tempestade tropical moderada "Gelane" também naquele dia. Gelane continuou a se intensificar, tornando-se uma tempestade tropical severa no início da madrugada (UTC) de 17 de fevereiro. A partir de então, Gelane começou a sofrer rápida intensificação e se tornou um ciclone tropical na escala de ciclones utilizada pela Météo-France horas mais tarde, embora tenha se enfraquecido para uma tempestade tropical severa ainda naquele dia devido à mudanças internas da tempestade. Gelane voltou a se intensificar rapidamente e se tornou um ciclone tropical intenso na manhã (UTC) de 19 de fevereiro,  e atingiu seu pico de intensidade ainda naquele dia, com ventos máximos sustentados de 230 km/h (1 minuto sustentado), segundo o JTWC, ou 205 km/h(10 minutos sustentados), segundo o CMRE de Reunião.
Continuando a seguir para sul, Gelane encontrou condições meteorológicas desfavoráveis e começou a se enfraquecer, deixando de ser um ciclone tropical intenso na manhã de 20 de fevereiro. Mais tarde naquele dia, Gelane se enfraqueceu para uma tempestade tropical severa. As condições meteorológicas pioraram ainda mais e Gelane se enfraqueceu para uma tempestade tropical, e para uma perturbação tropical ainda em 21 de fevereiro, quando emitiu seu aviso final sobre o sistema. Ainda naquela noite, o JTWC emitiu seu aviso final sobre Gelane.

### Tempestade tropical severa Hubert
Em 9 de março, uma perturbação tropical formou-se entre Madagascar e Réunion. Em 10 de março se fortaleceu para uma tempestade tropical e foi nomeado Hubert pelo serviço meteorológico de Madagascar e logo depois fez landfall ao norte de Mananjary. Pelo menos dez pessoas foram mortas pelas tempestades e outros 32 mil foram afetadas em todo Madagascar. Mais tarde relatórios confirmaram que quatro pessoas haviam sido mortas e outras duas estavam desaparecidas. Cerca de 38 mil pessoas ficaram desabrigadas por enchentes provocadas por chuvas torrenciais da tempestade.

### Ciclone tropical Imani
A perturbação tropical 14 formou-se em 22 de Março no extremo leste da bacia do Sudoeste do Oceano Índico, perto de 90 º E. Tornou-se uma depressão tropical no mesmo dia, e foi atualizado para a tempestade tropical moderada Imani em 23 de Março e uma tempestade tropical severa no dia seguinte. Ele continuou a se fortalecer assim que seguia para o sul, e alcançou a intensidade de ciclone tropical em 25 de março. Ele começou a se dissipar em 26 de março, e La Réunion tinha parado liberando alertas sobre Imani em 12:00 de 26 de março.

### Depressão tropical 15 (Robyn)
Os remanescentes do ciclone tropical Robyn cruzou para esta bacia, em 7 de abril como uma depressão de enchimento, e um alerta foi emitido pela única RSMC La Réunion.

### Depressão subtropical Joel
Uma área de convecção sudoeste de Madagascar foi designada como Depressão Subtropical 16 pela RSMC La Réunion, em 26 de maio. O pequeno sistema intensificou-se rapidamente e logo foi chamado Joel, embora ainda classificado como uma depressão subtropical.

## Nomes das tempestades
As perturbações tropicais são nomeadas depois de alcançar a força de uma tempestade tropical moderada. Se uma perturbação tropical alcança esta intensidade na região ao sul da Linha do Equador e a oeste do meridiano 55°L, então o sistema é nomeado pelo Centro sub-regional de Aviso de Ciclone Tropical de Madagascar. Se o sistema alcançar esta intensidade na região ao sul da Linha do Equador e entre os meridianos 55°L e 90°L, então é nomeado pelo Centro Sub-regional de Aviso de ciclone Tropical de Maurícia. As listas são recicladas a cada ano e portanto, nomes não são retirados definitivamente.
Abaixo está a lista a ser usada para esta temporada (os nomes não usados estão em cinza):
| - Anja - Bongani - Cleo - David - Edzani - Fami - Gelane - Hubert (Sem usar) - Imani (Sem usar) | - Joel (Sem usar) - Kanja (Sem usar) - Lunda (Sem usar) - Mohono (Sem usar) - Nigel (Sem usar) - Olympe (Sem usar) - Pamela (Sem usar) - Quentin (Sem usar) - Rahim (Sem usar) | - Savana (Sem usar) - Themba (Sem usar) - Uyapo (Sem usar) - Viviane (Sem usar) - Walter (Sem usar) - Xangi (Sem usar) - Yemurai (Sem usar) - Zanele (Sem usar) |